# Eruption (groupe)
Pour les articles homonymes, voir Éruption.
Eruption est un groupe britannique de disco, actif entre 1965 et 1985. Il a son plus gros tube en 1977 avec le titre I Can't Stand the Rain, une reprise d'Ann Peebles.

## Histoire
Le groupe est formé en 1969 en tant que groupe scolaire au Royaume-Uni sous le nom de Silent Eruption, et était composé de musiciens d'origine caribéenne. Le groupe change de nom pour devenir Eruption en 1974. Precious Wilson rejoint le groupe en 1974 en tant que choriste et un an plus tard, en 1975, ils remportent le concours RCA Soul Search et leur premier single Let Me Take You Back in Time sort. Le groupe ne trouve pas de chanteur capable de remplacer Lindel Leslie et la choriste Precious Wilson devient donc la chanteuse principale. Leur manager signe un contrat pour plusieurs concerts en Allemagne. En 1977, ils partent en tournée en Allemagne où ils sont découverts par Hans-Jörg Mayer qui travaille comme découvreur de talents pour Frank Farian (le producteur de Boney M.) Farian signe le groupe avec Hansa Records, basé en Allemagne, et le groupe devient le backing band et la première partie de la première tournée européenne de Boney M.
Leur single de retour Party, Party est bien accueilli en 1977, mais leur reprise de I Can't Stand the Rain, sortie en décembre 1977, est un succès international, atteignant la première place en Belgique et en Australie, la cinquième au UK Singles Chart et la dix-huitième au Billboard Hot 100. Par la suite, au printemps 1978, Party, Party est réédité et devient un succès au Benelux. Les deux chansons figurent sur leur premier album, sorti en décembre 1977. Il est suivi par leur deuxième album intitulé Leave a Light, lancé vers la fin de l'année 1978. Le premier single de l'album, Leave a Light, passe à peu près inaperçu, mais le deuxième single, One Way Ticket (une reprise de la chanson de Neil Sedaka écrite par Jack Keller et Hank Hunter), les propulse au sommet des hit-parades (numéro 9 au Royaume-Uni).
En 1979, Eruption et Boney M. apparaissent dans le film allemand Disco Fever. Precious Wilson quitte le groupe la même année pour poursuivre une carrière solo et est remplacée par la chanteuse Kim Davis. Le groupe connait son troisième succès dans le top 10 allemand avec Go Johnnie Go, tiré du troisième album Fight Fight Fight. Peu après, une tragédie survient lorsque Kim Davis succombe à une hémorragie cérébrale, bien que certaines sources affirment qu'elle est morte dans un accident de voiture. Le groupe décide de continuer et la chanteuse Jane Jochen prend la relève. Un nouvel enregistrement, une reprise de Runaway de Del Shannon, sort en décembre 1980 et atteint la 21e place des charts allemands. Après un album compilation au printemps 1981 et la sortie du single You (You Are My Soul) extrait de Fight Fight Fight, le groupe signe avec Jupiter Records de Ralph Siegel.

## Discographie

### Singles
- 1976 : Let Me Take You Back In Time (chant : Precious Wilson/ Lindel Leslie)
- 1977 : I Can't Stand The Rain / Be Yourself (chant : Precious Wilson/Morgan Perrinue)
- 1978 : Party Party Lead Vocals Precious Wilson, Leave a Light (chant : Precious Wilson)
- 1979 : One Way Ticket / Left Me In The Rain  (chant : Precious Wilson/Precious Wilson et Eric Kingsley), Sweet Side (chant : Precious Wilson), Hold On, I'm Coming'
- 1980 : Cry to Me
- 1981 : You (You Are My Soul)
- 1982 : Up And Away
- 1988 : I Can't Stand the Rain '88 (chant : Precious Wilson)
- 1994 : One Way Ticket '94 (chant : Precious Wilson)